# Subaru Justy
El Subaru Justy es un automóvil del segmento B que el fabricante japonés Subaru vende desde el año 1984. Existen cuatro generaciones distintas; todas salvo la primera son versiones rebautizadas de modelos de las marcas Daihatsu y Suzuki.

## Primera generación (de 1984 a 1988)
La primera generación del Justy, lanzada en el año 1984, se inspira en el aspecto del Subaru Rex, aunque mecánicamente es totalmente distinto. Se ofrecía con dos motores gasolina de tres cilindros en línea, uno de 1.0 L y otro de 1.2 L de cilindrada. Las cajas de cambios eran una manual de cinco marchas y una transmisión variable continua; también existían versiones con tracción delantera y tracción a las cuatro ruedas.
En el año 1989 el Justy recibe un cambio modernizador, los faros y pilotos se vuelven aerodinámicos, los parachoque se vuelven más redondeados para adaptarse a las líneas que comienzan a predominar a los inicios de los años 90.
En Chile el Justy se convirtió en un vehículo muy popular ya que la marca Subaru goza de un gran prestigio y es conocida su alta calidad de productos. Tenían la intención de competir con el motor 1.0 del Daihatsu Charade. Es así que el año 1992 aparece el Justy con inyección electrónica, así se adapta a las nuevas exigencias medioambientales que rigen al país y se obtiene mayores prestaciones de rendimiento. La motorización del Justy no varió, de hecho se siguió comercializando el motor de 1.0 y 1.2 con tracción en las 4 ruedas (4WD) accionable mediante un botón ubicado en el centro de la palanca de cambios, esta versión era la preferida de los fanáticos del todoterreno, ya que el Justy podía llegar a lugares que un automóvil común nunca podría, era común verlo en la nieve, pasar por un lodazal y sortear caminos de ripio sin mayor dificultad.
En Taiwán, Subaru comercializó una versión del Justy con una carrocería berlina y un motor EF12 de inyección llamado Tutto. Se montaban por una empresa de terceros Ta Ching.

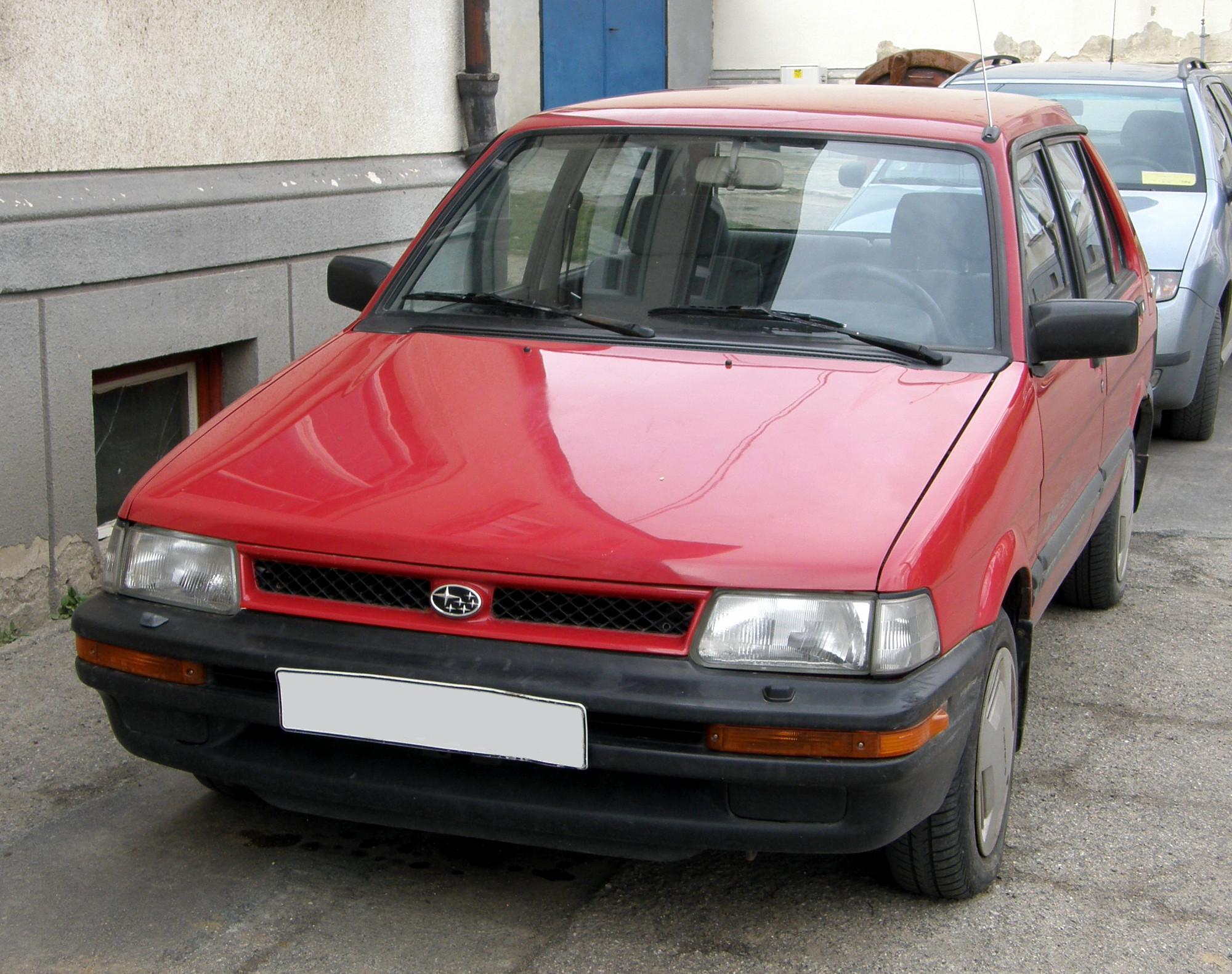
Remodelación del Justy (de 1989 a 1995)

### Estados Unidos
En los Estados Unidos solo se vendieron modelos entre 1987 y 1994 con el motor 1.2. Se aplicó la opción 4WD como un extra en 1988 y todos los modelos se equiparon de inyección multipunto a partir de 1991. También había un modelo 5 puertas de 1990 a 1994. En Canadá se vendió un modelo en 1995.

### Noruega
El Subaru Justy (registrado bajo los nombres «Justy» y «Trendy» en Noruega) estuvo disponible desde finales de 1984 con la opción 4x4 y el motor EF10. La versión 4x4 tenía 54 CV en el motor de carburador de doble cuerpo, mientras que la versión de tracción delantera solo sacaba 48 CV con un carburador simple. La versión 4×4 tenía una velocidad punta de 145 km/h (90 mph) y una aceleración de 0 a 100 km/h (0 a 62 mph) en 16 segundos. Los cambios de marchas eran idénticos a las versiones 1.0 y 1.2. Los neumáticos de serie en la versión 1.0 eran 145-SR-12 y en la versión 1.2 eran unos 165-65-R-13. Tenía un depósito de 35 litros de capacidad.

### Taiwán
«Fuji Heavy Industries» firmó un contrato de larga duración con Ta Ching Motor Co. en 1989 en Taiwán tras comenzar a producir el Justy. Ta Ching Motor Co. desarrolló el Subaru Tutto notchback sedán exclusivo en Taiwán basado en la versión hatchback del Justy.

## Segunda generación (de 1989 a 1995)
En Chile el Justy se convirtió en un vehículo muy popular ya que la marca Subaru goza de un gran prestigio y es conocida su alta calidad de productos. Tenían la intención de competir con el motor 1.0 del Daihatsu Charade. Es así que el año 1992 aparece el Justy con inyección electrónica, así se adapta a las nuevas exigencias medioambientales que rigen al país y se obtiene mayores prestaciones de rendimiento. La motorización del Justy no varió, de hecho se siguió comercializando el motor de 1.0 y 1.2 con tracción en las 4 ruedas (4WD) accionable mediante un botón ubicado en el centro de la palanca de cambios mediante, un par de electrovalvulas comandaban el vacío producido por la admisión a una diafragma en su caja de cambios. Esta versión era la preferida de los fanáticos del todoterreno, ya que el Justy podía llegar a lugares que un automóvil común nunca podría, era común verlo en la nieve, pasar por un lodazal y sortear caminos de ripio sin mayor dificultad.
Peso en orden de marcha:
J10 3D FWD = 740 kg (1631 lb)
J10 5D FWD = 755 kg (1664 lb)
J10 3D 4WD = 810 kg (1786 lb)
J10 5D 4WD = 815 kg (1797 lb)

J12 3D FWD = 790 kg (1742 lb)
J12 5D FWD = 805 kg (1775 lb)
J12 3D 4WD = 840 kg (1852 lb)
J12 5D 4WD = 855 kg (1885 lb)

## Modelos bajo licencia
A partir de 1994, se vendió la licencia de los modelos de otros fabricantes con el nombre Justy:
- En 1994, Subaru se introdujo en el mercado europeo con un Suzuki Cultus de segunda generación con el emblema del Justy. Se fabricaba en la planta de Suzuki en Esztergom, Hungary. Estaba disponible en 3 y 5 puertas, con tracción total permanente por defecto.
- En 2004, se vendió en Europa el Suzuki Ignis bajo el nombre G3X Justy, este modelo montaba motores Suzuki M13A o M15A y AWD.
- En 2007 se revivió el Justy bajo la licencia del Toyota Passo/Daihatsu Boon con el motor 1KR-FE 1.0. Por sorpresa, solo se fabrica en tracción delantera, cuando todos los modelos del Justy desde 1984 tenían versión AWD/4WD.
- A finales de 2016 a s recuperó el Justy con la licencia del Toyota Tank/Daihatsu Thor y el motor 1KR-FE 1.0.

## Galería

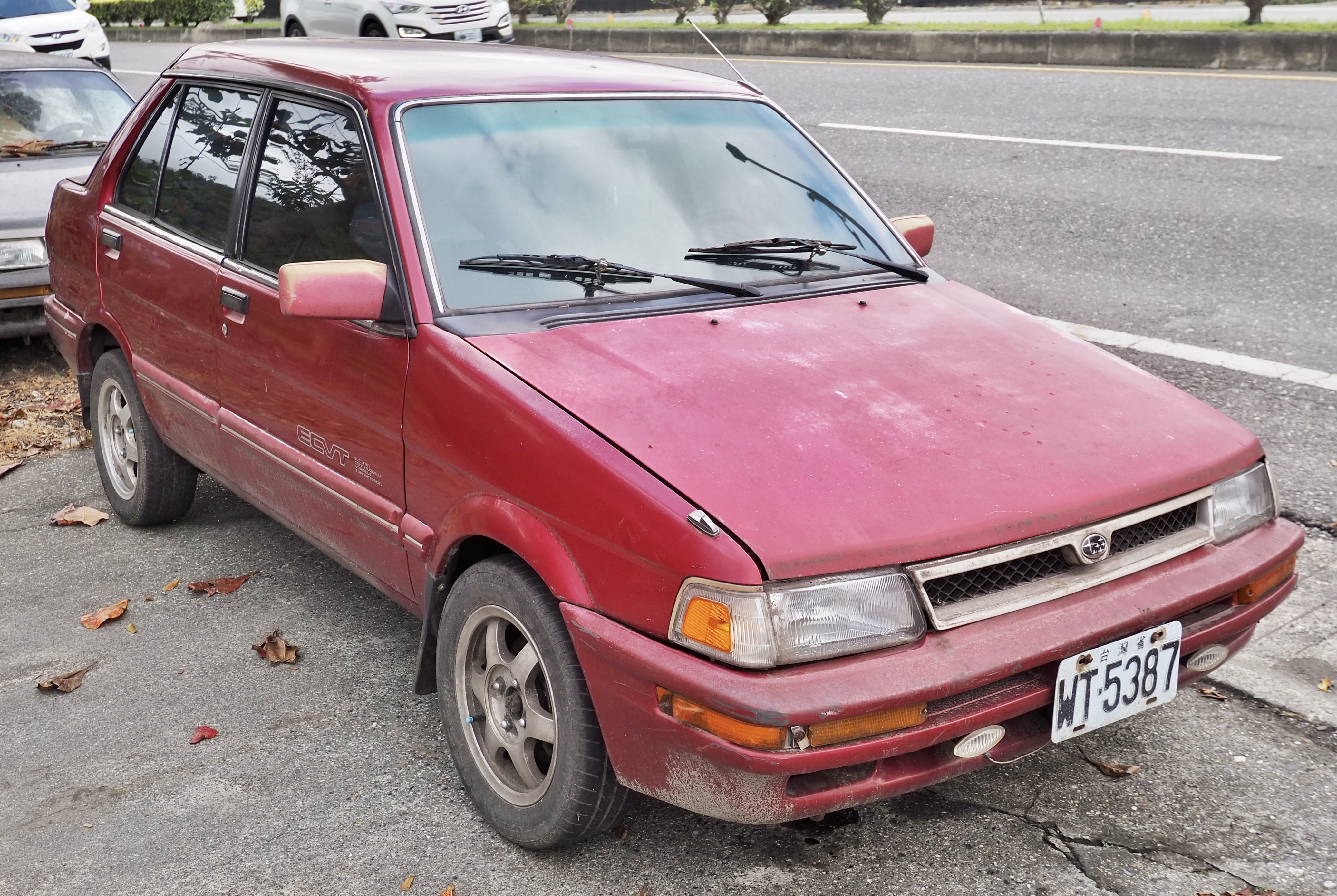
Subaru Tutto
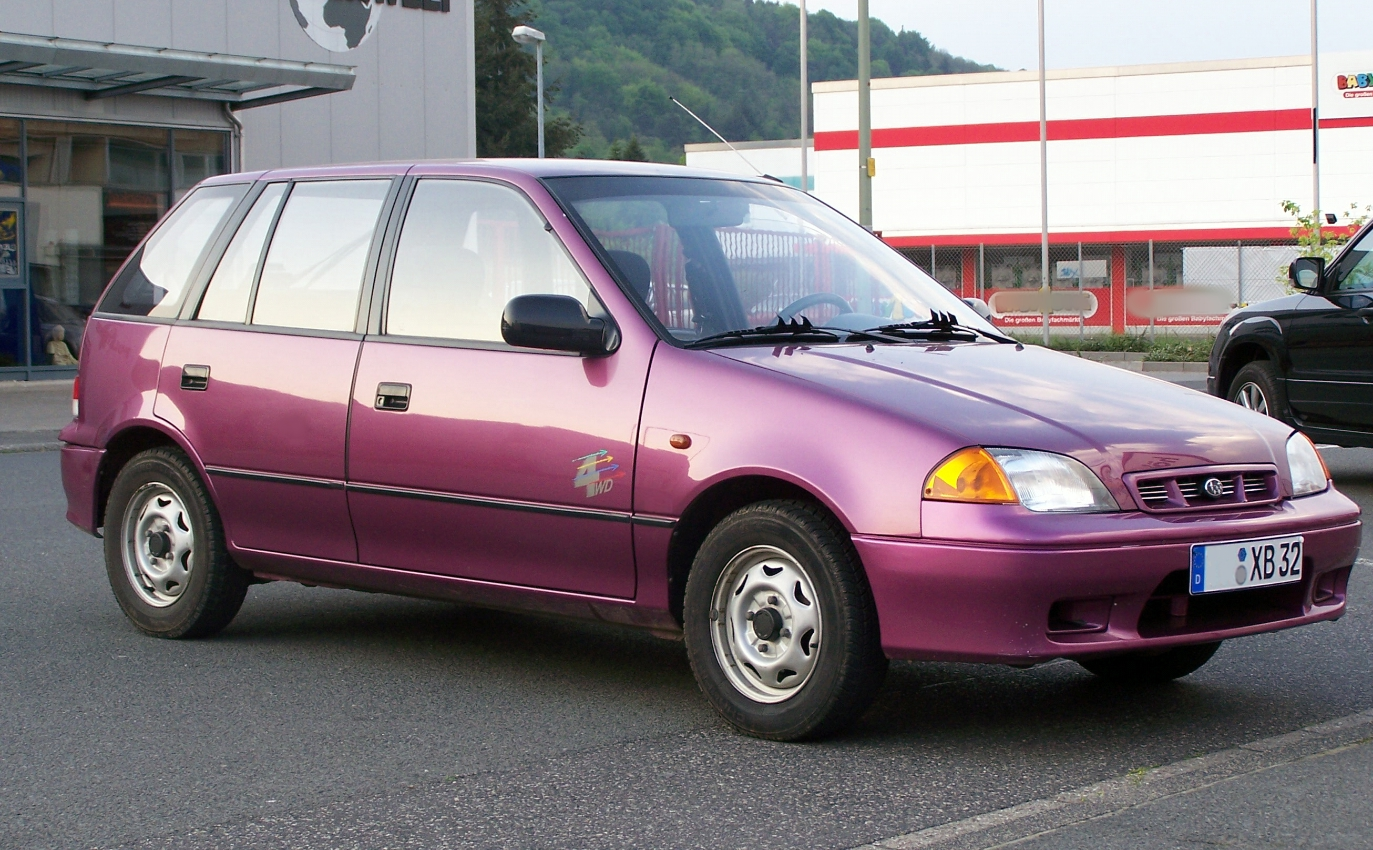
Subaru Justy II (Suzuki Cultus)
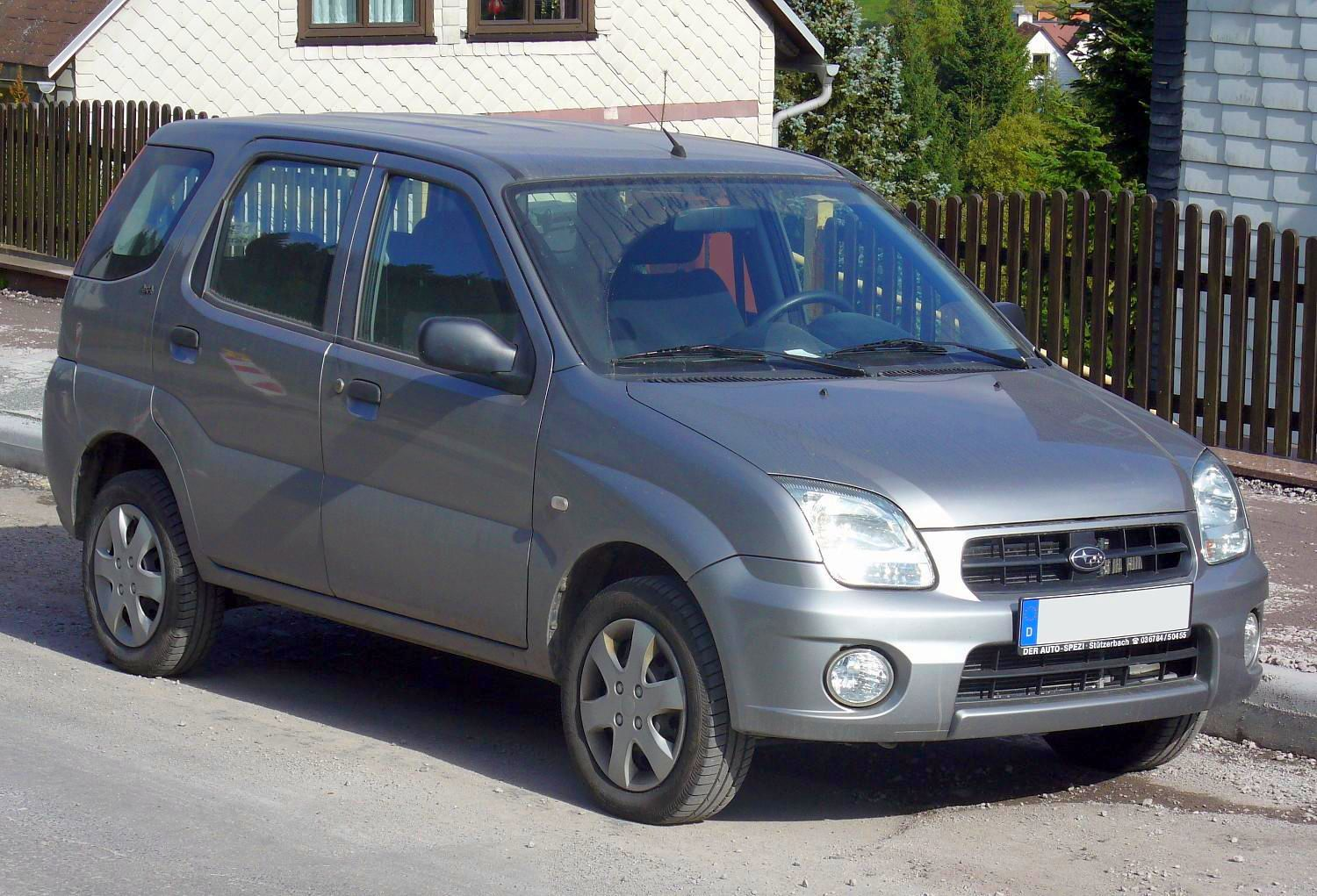
Subaru Justy III (Suzuki Ignis)
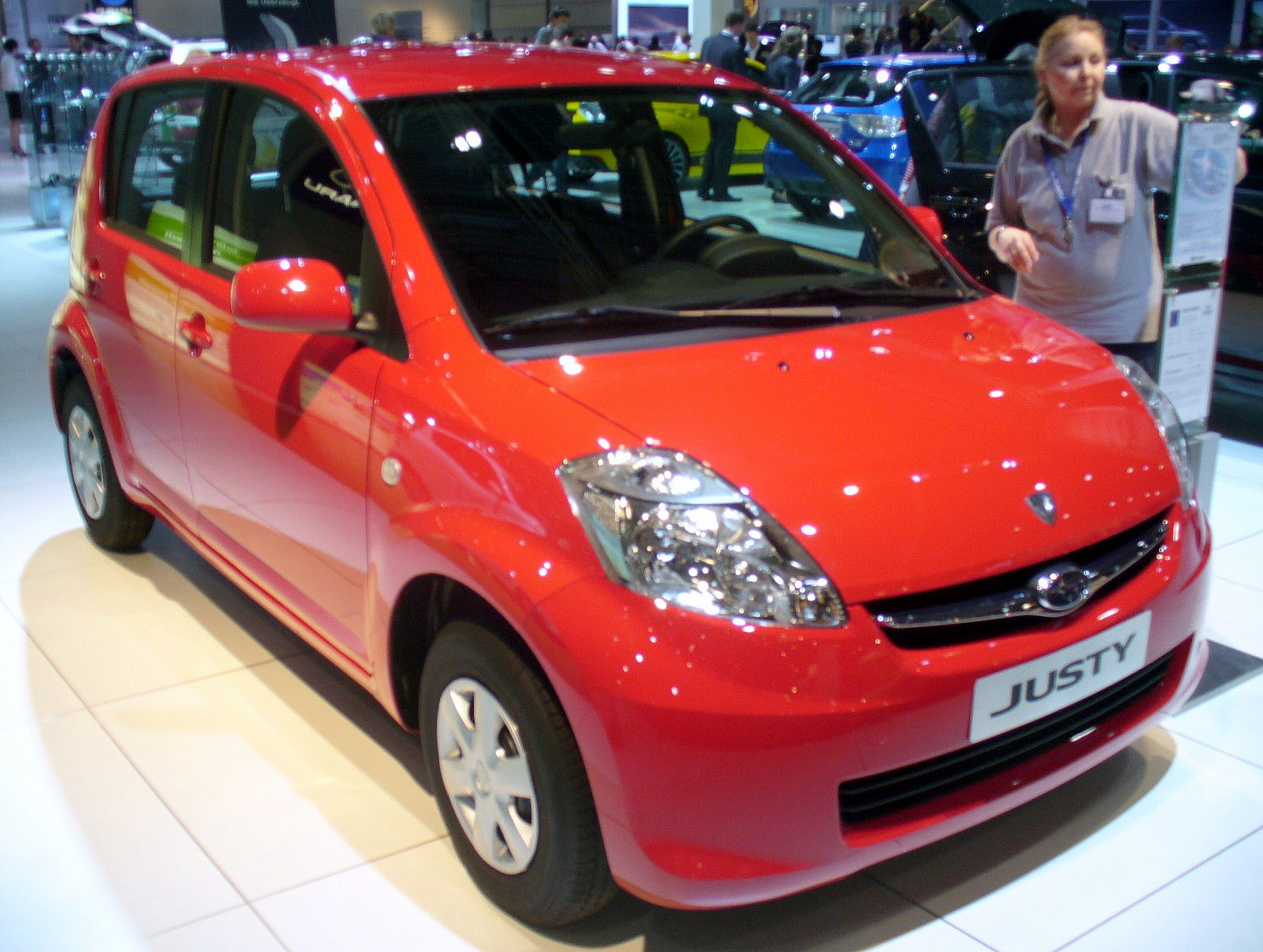
Subaru Justy IV (Daihatsu Boon)
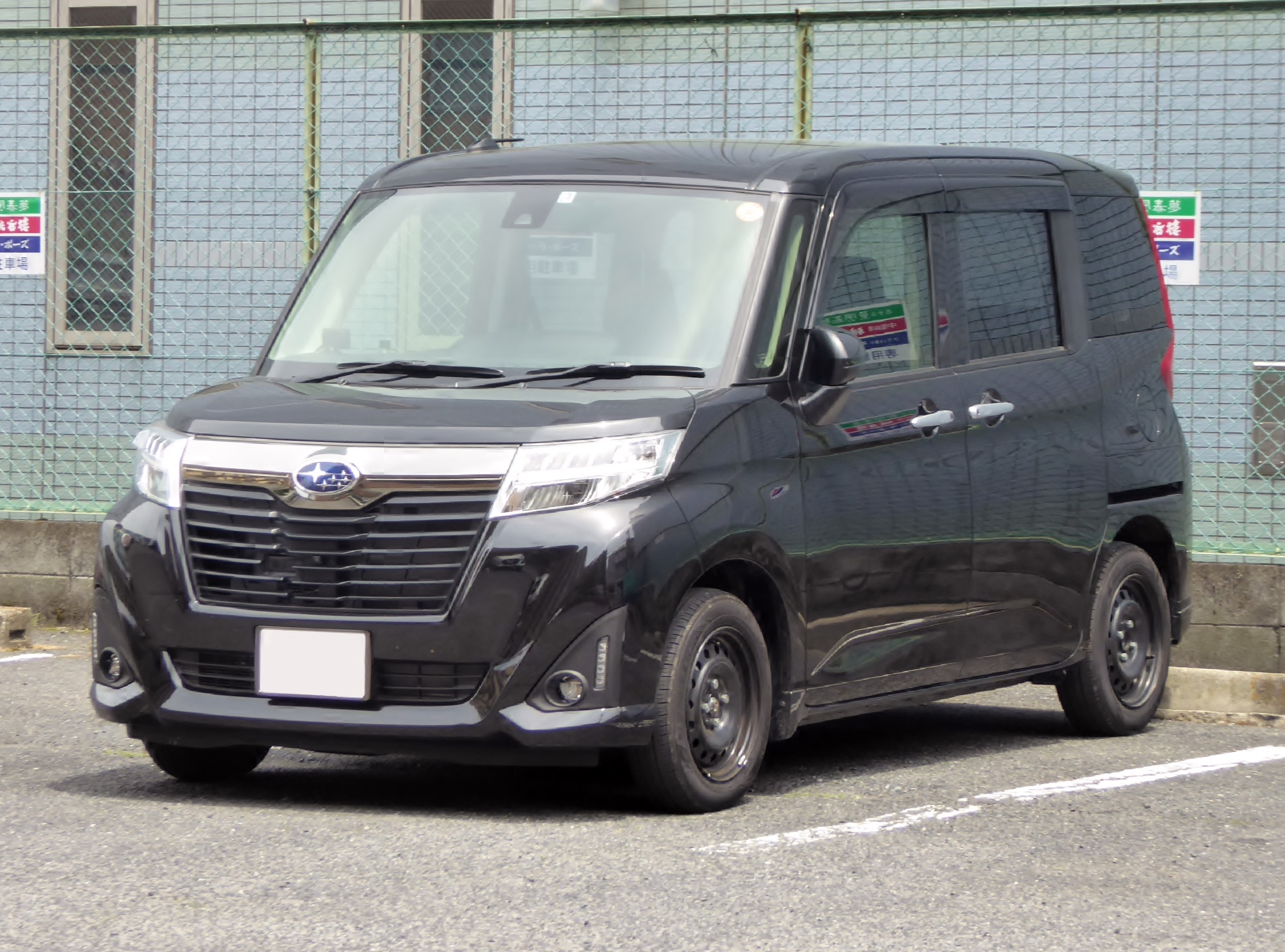
Subaru Justy V (Daihatsu Thor)